# ビッグ・スティンク
ビッグ・スティンク（英語: Big Stink）は、1945 年8月9日の長崎市への原子爆弾投下に参加したアメリカ陸軍航空隊のボーイング B-29-40-MO スーパーフォートレス爆撃機 (B-29爆撃機、機体番号44-27354、ビクター番号 90) である。

## 解説
第509混成部隊の第 393 爆撃戦隊に配属され、爆弾を積んだ B-29爆撃機ボックスカーを支援するカメラ機として使用され、爆弾の爆発と効果を撮影し、科学観測員も運んだ。
この作戦では C-14 の乗組員によって飛行されたが、グループ作戦責任者のジェームズ I. ホプキンス ジュニア (James I. Hopkins, Jr.) 少佐が機長を務めた。
離陸直前、ホプキンス少佐はプロジェクト アルバータの理論物理学者ロバート・サーバーが各自装着用のパラシュートを忘れていたため飛行機から降りるよう命じた。そして、彼を乗せずに出発した。
サーバーは高速カメラの操作方法を知っていた唯一の乗組員だったため、テニアン島の基地からホプキンスへ無線でその使い方を指示した。
合流地点である屋久島上空で3機が集合し、攻撃始点の姫島へ向かう計画であったが、攻撃飛行隊2機はこの飛行機ビッグ・スティンクと合流できず、カメラなしで攻撃始点へ向かった。第1攻撃目標だった小倉は雲で覆われていたため、第2目標である長崎市へ変更し、日本時間11時2分にプルトニウム原子爆弾ファットマンを長崎市上空で爆発させた。
爆撃機ビッグ・スティンクは2機とは合流できなかったが、小倉へ向かい、上空が雲で覆われ、爆撃の跡もなかったためその後長崎市へ向かった。偶然にも爆風の影響を撮影するのに間に合うように長崎市に到着した。
その後沖縄の読谷飛行場でB-29ボックスカーとB-29グレート・アーティストと合流し、給油後テニアン基地へもどった。
戦後、機体は「デイブの夢、デイブズ・ドリーム(Dave's Dream)」と改名されて戦後初の核実験であるクロスロード作戦に参加、1946年7月1日に原子爆弾｢エイブル｣をビキニ環礁上空に投下した。

## 日本へのパンプキン爆弾投下
1945年7月20日、アメリカはこの日初めて敵国日本本土へのパンプキン爆弾の投下を実施した。15機のシルバープレートのうち10機がテニアン島北飛行場から出撃して日本へ向かった。パンプキン爆弾による攻撃は、終戦前日の8月14日まで続いた。このうち、ビッグ・スティンクは2回の爆弾投下に関係した。

### 7月20日
機体番号44-27354 ビッグ・スティンクは、新潟県長岡市の津上安宅製作所（つがみあたぎ せいさくしょ）を目標とした。レーダーを使用して投弾。
被弾地は、長岡市左近町、当時は古志上組村左近の畑の中。この爆撃によって4人が死去、5人が負傷した。全壊家屋2戸、大きな損壊を29戸が受けた。

### 7月26日
1945年7月26日、この日は10機が出撃した。機体番号44-27354 ビッグ・スティンクは、津上安宅製作所を第1目標としたが、雲で覆われていたために、日立上空に移動し、茨城県日立市の日立製作所山手事業所（原文では日立精銅所）を目視で投弾した。死者3人。爆発の瞬間を上空から撮影した写真がある。爆発によってできたクレーター写真もある。

## 広島原爆
1945年8月6日、緊急の場合に備えて硫黄島に飛行して待機した。しかし、呼び出されることはなかった。
クルーはB-8、機長は、チャールズ F. マックナイト中尉（1st Lt. Charles F. McKnight, airplane commander）であった